# Alcoleja
Alcoleja är en kommun i Spanien.   Den ligger i provinsen Provincia de Alicante och regionen Valencia, i den östra delen av landet, 400 km sydost om huvudstaden Madrid. Antalet invånare är 204. Arean är 14,6 kvadratkilometer. Alcoleja gränsar till Benasau, Confrides, Penàguila och Sella. 
Terrängen i Alcoleja är huvudsakligen kuperad, men åt nordväst är den platt.